# Guggernell
Guggernell är en bergstopp i Schweiz.   Den ligger i regionen Albula och kantonen Graubünden, i den östra delen av landet, 170 km öster om huvudstaden Bern. Toppen på Guggernell är 2 744 meter över havet, eller 82 meter över den omgivande terrängen. Bredden vid basen är 0,28 km.
Terrängen runt Guggernell är huvudsakligen bergig, men den allra närmaste omgivningen är kuperad. Närmaste större samhälle är Davos, 16,7 km nordost om Guggernell. 
I omgivningarna runt Guggernell växer i huvudsak barrskog. Runt Guggernell är det mycket glesbefolkat, med 3 invånare per kvadratkilometer.